# Burg Rittersdorf
Die Burg Rittersdorf liegt an der Nims in der Gemeinde Rittersdorf im Eifelkreis Bitburg-Prüm in Rheinland-Pfalz.

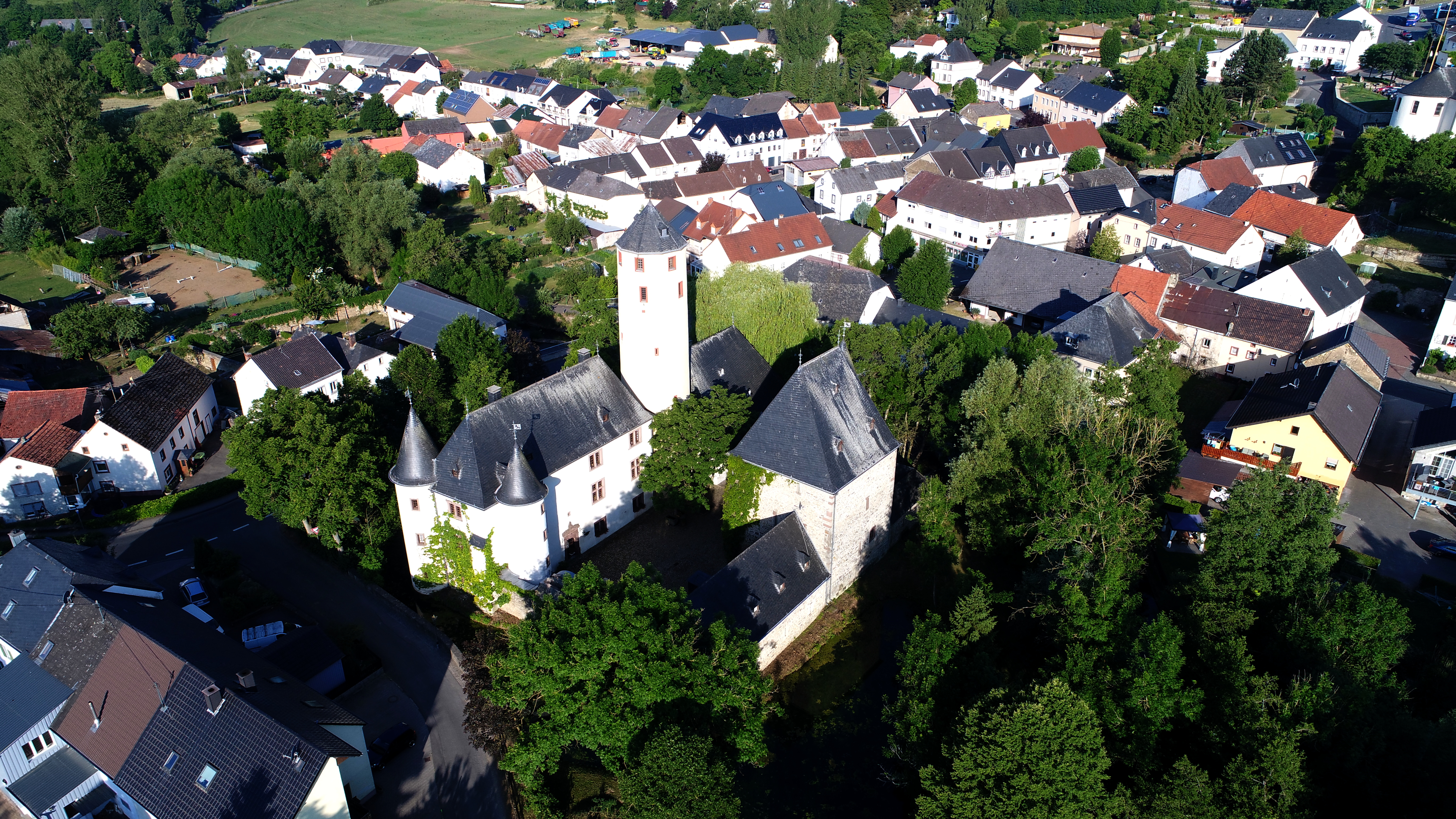
Burg Rittersdorf, Luftaufnahme (2017)

## Geschichte
Die Wasserburg  wurde urkundlich erstmals 1263 erwähnt. Als Erbauer kommt ein Theoderich von Rittersdorf in Betracht, der die Anlage – vermutlich als Untervogt der Grafen von Luxemburg – für die Abtei Sankt Maximin in Trier errichtete. Aufgabe der Burg war es wohl, die Straße Trier-Bitburg-Prüm-Köln zu sichern.
1290 gab König Rudolf von Habsburg die Erlaubnis zum Bau eines Bergfrieds. Seit dem 15. Jahrhundert waren die Herren von Enschringen Inhaber des Lehens Rittersdorf. Sie ließen ab 1550 ein Wohngebäude mit zwei Rundtürmen errichten.
Zur Herrschaft Rittersdorf gehörten die beiden Dörfer Nattenheim und Rittersdorf. Herrschaft und Burg gehörten bis Ende des 18. Jahrhunderts zum Herzogtum Luxemburg und war somit Teil der Österreichischen Niederlande.

## Anlage

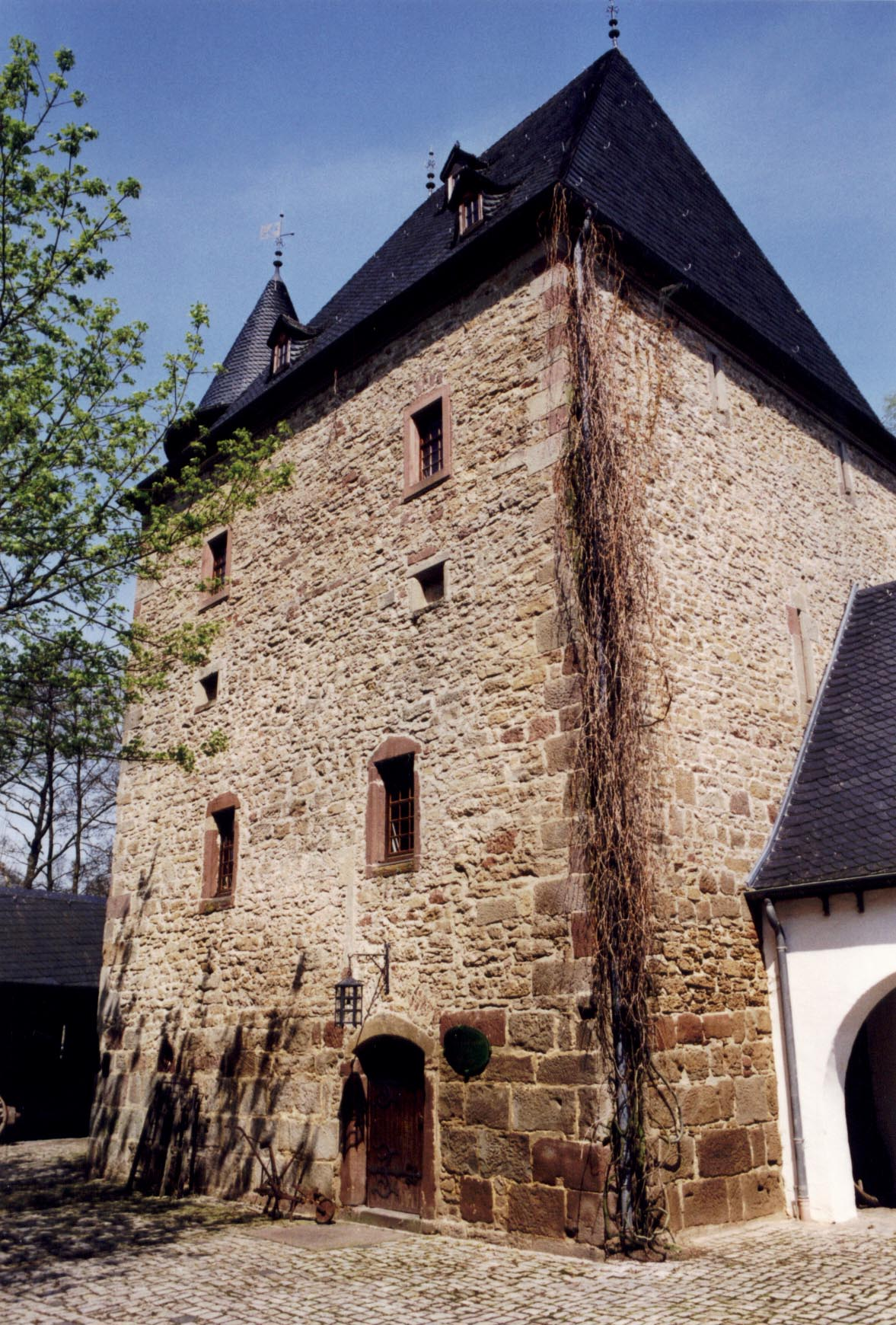
Wohnturm um 1300 (2001)

Die fast quadratische Anlage ist von einem Wassergraben umgeben. An der Ostseite steht der runde, 26 Meter hohe Bergfried. Ein Wohnturm aus der Zeit um 1300 befindet sich an der Nordseite. Vorhanden ist ferner ein Wohngebäude aus der Zeit ab 1550 sowie ein Wappentor von 1575.

## Heutige Nutzung
Zwischen 1978 und 1987 wurde die Anlage umfassend renoviert. Die Anlage dient heute als Restaurant und Heimatmuseum. Ferner ist in der Burg ein Trauzimmer des Standesamtes der Verbandsgemeinde Bitburger Land untergebracht.